# Toyota Curren
Toyota Curren — японский автомобиль, производства Toyota. Платформой автомобиля являлась Toyota T200. Интерьер повторяет Toyota Celica в кузове купе 1994—1998 годов. Вместо четырех круглых фар, как на Celica, Curren получил фары прямоугольной конструкции.

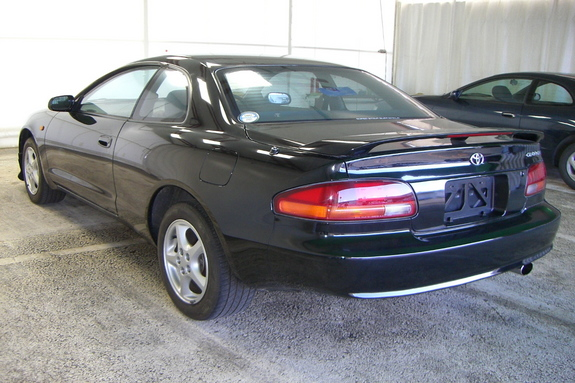
Задние фонари Toyota Curren 1994-1995

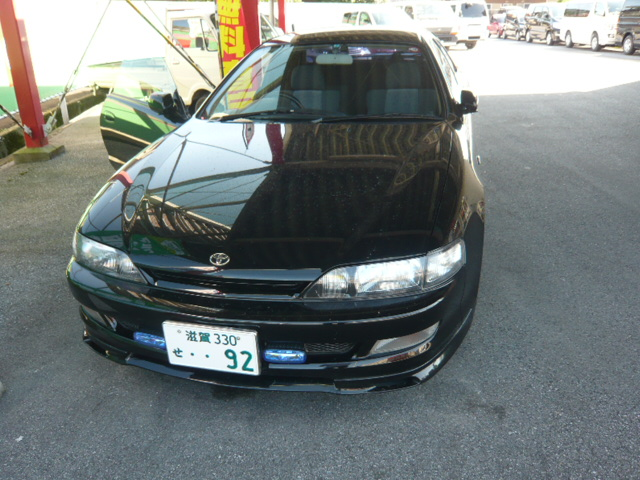
Измененный перед Toyota Curren 1997

## 1994—1995
На 1994 год Toyota Curren производилась в двух моделях ST206 и ST207. ST206 имела четыре разных комплектации: FS, XS, ZS и ZS Sport Selection. Модели FS и XS были оснащены 140-сильным двигателем 3S-FE, а ZS оснащались 170-180-сильными 3S-GE двигателями. ZS Sport Selection имел так же самоблокирующийся дифференциал и обтянутое кожей рулевое колесо. ST207 имел комплектацию XS Touring Selection, с двигателем 3S-FE и был оснащен системой управления четырьмя колесами.
В 1995 году появились XS и ZS S-пакеты, которые включали задний спойлер, задний стеклоочиститель, легкосплавные диски, и мотор, мощнее на 10 л.с. Новая модель, ST208, была введена в качестве базовой модели в линейке. Она имела комплектации TS и TS Private Selection, которые включали задний стеклоочиститель и задний спойлер. Обе комплектации оснащались 125-сильным 1,8-литровым двигателем 4S-FE.

## 1996—1998
В 1996 году у Toyota Curren изменился перед. Изменения заключались в новом переднем бампере, передних указателях поворота серебристого цвета, и переработанной передней решетке. Кроме того, изменились задние фонари, которые показывали более темный оттенок и четкие сигналы поворота.
В 1997 году была выпущена последняя модель ST207 с системой управления четырьмя колесами. Остальные модели не менялись, до прекращения производства в 1998 году.